# Eriador
Eriador – kraina ze stworzonej przez J.R.R. Tolkiena mitologii Śródziemia.

## Historia
W Pierwszej Erze żyli tam elfowie ze szczepu Nandorów oraz plemiona ludzi, z których część wkroczyła do Beleriandu. W Drugiej Erze i prawdopodobnie wcześniej Eriador był w większości zalesiony, lecz Dúnedainowie z Númenoru ścięli większość drzew na statki.
Po upadku Númenoru Elendil założył tam Arnor, zajmujący większą jego część. W roku 861 Trzeciej Ery Arnor podzielił się na części: Arthedain, Cardolan i Rhudaur, a kilka stuleci później do Eriadoru zaczęli migrować hobbici, zmierzając się coraz dalej na zachód, aż w końcu osiedlili w Shire.
W latach ok. 1300–1975 w Eriadorze trwały wojny Dunedainów z Czarnoksiężnikiem z Angmaru, a ludność jego wciąż malała. Czarnoksiężnik stopniowo przejął kontrolę nad Rhudaurem, czyniąc z niego państwo wasalne Angmaru, a gdy król Arthedainu Argeleb I zaczął wysuwać roszczenia do panowania nad całym dawnym obszarem Arnoru, połączone siły Rhudauru i Angmaru zaatakowały go w 1356 roku. Jego syn, z pomocą Lindonu i Cardolanu,   powstrzymał ich natarcie na linii Wichrowych Wzgórz. Przez najbliższe kilkadziesiąt lat Dúnedainowie strzegli całej granicy przed następnymi atakami.
W 1409 roku nastąpił kolejny najazd Angmaru. Wojska Arvelega poniosły klęskę, a on sam zginął. Terytorium Cardolanu zostało spustoszone (jedynie na Kurhanach obronili się nieliczni Dúnedainowie), natomiast Rhudaur dostał się pod kontrolę popleczników Czarnoksiężnika. Ostatecznie jednak armia Angmaru została zmuszona do odwrotu przez króla Araphora, syna Arvelega, którego wsparł posiłkami Círdan. Wkrótce potem oddziały elfów z Lindonu, Rivendell i Lothlórien na dłuższy czas powstrzymały napór sił Czarnoksiężnika. Przez następne pięćset lat nie przeprowadzał ataku podobnego do tego z 1409 roku. Najprawdopodobniej w tym czasie miały miejsce głównie niewielkie najazdy.
Po Wielkim Morze z 1637 roku, kiedy to wymarła większość mieszkańców Cardolanu i państwo upadło, złe duchy z Angmaru opanowały teren Kurhanów. W 1851 roku Czarnoksiężnik zaatakował Arthedain, lecz został pokonany przez króla Aravala. Mimo to udało mu się utrzymać terytorium Cardolanu, odparł bowiem wyprawę elfów i Dúnedainów na te ziemie. Potęga Angmaru ponownie wzrosła, kiedy w Arthedainie rządził Araphant, który starał się stawiać opór przed coraz silniejszymi atakami.
Ostatecznie w 1974 roku, za panowania Arvedui, syna Araphanta, Czarnoksiężnik zgromadził ogromne siły i przypuścił atak na Arthedain, zdobywając jego stolicę Fornost i całkowicie niszcząc ostatnie królestwo Dúnedainów. Pokonany Arvedui uciekł na północ, gdzie później poniósł śmierć w wodach Zatoki Forochel.
Od upadku Arthedainu, ludność Eriadoru stanowili głównie hobbici z Shire i Bree, ludzie z Bree, resztki Dúnedainów i prymitywne plemiona z Minhiriathu. W roku 2747 Trzeciej Ery do Eriadoru zapuściły się oddziały orków z Gór Mglistych, którzy wdarli się aż do Shire.
W 2912 roku Trzeciej Ery wielka powódź spustoszyła Minhiriath i Enedwaith.

## Geografia
Granice Eriadoru to: od wschodu Góry Mgliste, od zachodu Góry Błękitne, od północy Forochel i morze, a od południa – Gwathló oraz Enedwaith.
W Eriadorze znajdowało się również Rivendell.
Ważniejsze rzeki to Lhûn i Baranduina.

### Minhiriath
Minhiriath (sin. Międzyrzecze) był częścią Eriadoru, znajdującą się pomiędzy Gwathló a Baranduiną. Leżał w obrębie Arnoru, później Cardolanu. Po Wielkim Morze w 1636 Trzeciej Ery Minhiriath opustoszało, lecz w lasach nadal ukrywały się plemiona myśliwych.
Była to równina, w Drugiej i Trzeciej Erze porośnięta bujnymi lasami.

### Enedwaith
Enedwaith (sin. Pustkowie Zachodnie) leżał między Iseną na południu, morzem na zachodzie, Górami Mglistymi na wschodzie i Cardolanem na północy. W Drugiej Erze był początkowo zarośnięta gęstą puszczą, która została jednak wycięta przez Númenoryjczyków pod wodzą Tar-Aldariona. W Trzeciej Erze na wschodzie Enedwaith, w Dunlandzie, osiedliły się plemiona zwane później  Dunlendingami.

#### Dunland
Dunland leżał na zachód od Gór Mglistych i na południe od Glanduiny. W czasach Wojny o Pierścień był zamieszkiwany głównie przez pasterzy i górali.
Ludy, które żyły na tych terenach jeszcze przed założeniem Gondoru, były nazywane Dunlendingami. Około 1150 roku Trzeciej Ery osiedliły się tam grupy Stoorów, następnie po pięciuset latach przeniosły się na północ do Shire. Od 2770 do 2800 w Dunlandzie żyli krasnoludowie z Ereboru pod wodzą Thróra.
Dunlendingowie prowadzili wojny z Rohirrimami, którzy przybywszy w 2510 roku do Calenardhonu zajęli zamieszkiwane przez nich ziemie przyległe do północnej części Ered Nimrais. W czasach Wojny o Pierścień Dunlendingowie sprzymierzyli się z Sarumanem - wraz z Uruk-hai najechali ziemie Rohirrimów i brali udział w bitwie o Rogaty Gród.

## Państwa w Eriadorze

### Angmar
Angmar był państwem Czarnoksiężnika – wodza Nazguli, będącego najpotężniejszym sługą Saurona.
Angmar został założony około 1300 roku Trzeciej Ery, na północnym krańcu Gór Mglistych, przez Wodza Nazgûli, którego odtąd nazywano Czarnoksiężnikiem z Angmaru. Większość jego poddanych stanowili ludzie z gór i orkowie. Państwo to sięgało swoim obszarem w okolice Ettenmoors. Jego stolicą było Carn Dûm. Celem Czarnoksiężnika, jako sługi Saurona, było zniszczenie państw Dúnedainów, powstałych w wyniku podziału królestwa Arnoru na Arthedain, Cardolan i Rhudaur.
Angmar walczył z Dúnedainami przez ponad sześćset lat - koniec wojen nadszedł dopiero w 1975 roku, gdy Wojska Eärnura (wspomagane przez oddziały elfów z Lindonu i Rivendell pod wodzą Glorfindela) zmiażdżyły armię Angmaru w bitwie pod Fornostem i państwo to przestało istnieć, lecz Czarnoksiężnika nie udało się zabić – uciekł do Mordoru i nigdy już nie powrócił do swego królestwa. Większość jego poddanych zginęła, jedynie garstce udało się przedostać na wschodnią stronę Gór Mglistych, na ziemie u podnóża Ered Mithrin i okolice źródeł Anduiny. Szybko jednak zostali stamtąd wyparci (w 1977 roku) przez plemię Éothéodów. Ziemie Angmaru pozostały opuszczone przez resztę Trzeciej Ery.
Nazwa Angmar pochodzi z sindarinu i znaczy w tej mowie Żelazny dom, Żelazna siedziba.

### Arnor
Arnor był pierwszym królestwem Dunedainów, założonym jeszcze przed Gondorem. Zajmował większą część Eriadoru, nie obejmując jednak np. Hollinu. Z czasem państwo to rozpadło się na Arthedain, Cardolan i Rhudaur. Te z kolei stopniowo uległy potędze Angmaru.

#### Arthedain
Arthedain (sin. Królestwo Edainów, Kraj Edainów) był jednym z trzech państw powstałych po rozpadzie Arnoru i tym, które przetrwało z nich najdłużej. Władcy Arthedainu byli przodkami Aragorna - należeli do głównej linii rodu Isildura.

#### Cardolan
Cardolan zajmował południowo-wschodnią część ziem dawnego Arnoru. Jego ostatni książę zmarł w 1409 roku TE.

#### Rhudaur
Rhudaur był najmniejszym z państw powstałych w wyniku rozpadu Arnoru. Podobnie jak Angmar, leżał u stóp Gór Mglistych i stał się z czasem jego wasalem.

### Eregion
Eregion był krajem elfów, rządzonym przez Celebrimbora - twórcę Pierścieni Władzy. Znajdował się na południowy wschód od terenów późniejszego Arnoru.

### Lindon
Królestwo elfów zwane Lindonem zajmowało nie tylko obszar o tej samej nazwie, znajdujący się na zachód od Gór Błękitnych, lecz także zachodnie krańce Eriadoru, sąsiadując z Arnorem, a później Arthedainem.

### Rivendell
Rivendell, siedziba Elronda, znajdowało się na wschodnim krańcu Eriadoru, w dolinie u stóp Gór Mglistych.

### Shire
Shire było krainą hobbitów i ich państwem, istniejącym długo po tym jak królestwa Dunedainów upadły.

## Analiza historii krainy
Ann Catherine Darcy z serwisu Gamerant, w artykule o Arnorze i królestwach powstałych po jego rozpadzie, uznała że przestały one istnieć w wyniku kombinacji różnych czynników, poczynając od rozpadu Arnoru, przez konflikt między państwami w jego wyniku, zarazę i śmierć królów na polach bitew. Uznała jednak, że historia północnego królestwa mogła mieć szczęśliwe zakończenie, gdyż Aragorn doprowadził do odrodzenia Arnoru w unii z Gondorem.
John Ellison w  artykule o twierdzach Eriadoru, porównuje jego historię do przeszłości Brytanii, porównując zwłaszcza dawne umocnienia obu krain.
Matthew T. Dickerson nazwał swą książkę o środowisku Śródziemia Ents, Elves, and Eriador: The Environmental Vision of J.R.R. Tolkien. Napisał w niej m.in. o wylesianiu Eriadoru przez Numenoryjczyków.